# Comuna Hlopeanîkî, Sosnîțea
Hlopeanîkî (în ucraineană Хлоп'яники) este o comună în raionul Sosnîțea, regiunea Cernihiv, Ucraina, formată din satele Hlopeanîkî (reședința), Sosnivka și Svirok.

## Demografie
Componența lingvistică a comunei Hlopeanîkî
     Ucraineană (98,42%)
     Rusă (1,35%)
     Alte limbi (0,22%)
Conform recensământului din 2001, majoritatea populației comunei Hlopeanîkî era vorbitoare de ucraineană (98,42%), existând în minoritate și vorbitori de rusă (1,35%).